# کارخانه پنبه سمنان
شهر سمنان از دیرباز از شهرهای صنعتی ایران بوده به طوری که نخستین کارخانه صنعتی آن با نام شرکت ریسمانریسی سمنان و نساجی پارس تهران با سرمایه‌گذاری بخش خصوصی و آقای پورکاشانی و اهدای زمین آقای فامیلی در سال ۱۳۱۰ هجری خورشیدی آغاز به کار نموده است.
کارخانه پنبه سمنان مربوط به اوایل دوره پهلوی است و در سمنان، ضلع شمال شرقی میدان مشاهیر واقع شده و این اثر در تاریخ ۲۵ خرداد ۱۳۸۱ با شمارهٔ ثبت ۵۸۳۵ به‌عنوان یکی از آثار ملی ایران به ثبت رسیده است.